# Bilheteria dos cinemas no Brasil em 2024
Lista com o valor de arrecadação em reais e o público dos principais filmes lançados nos cinemas de todo o Brasil no ano de 2024.

## Líderes de arrecadação nos fins de semana
| Data            | Filme                                                   | Arrecadação (em R$) | Notas                                      | Ref.  |
| --------------- | ------------------------------------------------------- | ------------------- | ------------------------------------------ | ----- |
| 6 de janeiro    | Aquaman e o Reino Perdido                               | 10 500 000          |                                            |       |
| 13 de janeiro   | Aquaman e o Reino Perdido                               | 6 520 000           |                                            |       |
| 20 de janeiro   | Aquaman e o Reino Perdido                               | 4 510 000           |                                            |       |
| 27 de janeiro   | Nosso Lar 2: Os Mensageiros                             | 11 880 000          | Filme nacional.                            |       |
| 3 de fevereiro  | Todos Menos Você                                        | 5 610 000           | Segunda semana em cartaz.                  |       |
| 10 de fevereiro | Todos Menos Você                                        | 4 550 000           |                                            |       |
| 17 de fevereiro | Madame Teia                                             | 5 970 000           |                                            |       |
| 24 de fevereiro | Madame Teia                                             | 4 470 000           |                                            |       |
| 3 de março      | Duna: Parte 2                                           | 10 190 000          |                                            |       |
| 10 de março     | Os Farofeiros 2                                         | 8 990 000           | Filme nacional.                            |       |
| 17 de março     | Os Farofeiros 2                                         | 6 430 000           |                                            |       |
| 24 de março     | Kung Fu Panda 4                                         | 11 730 000          |                                            |       |
| 31 de março     | Godzilla e Kong: O Novo Império                         | 12 900 000          |                                            |       |
| 6 de abril      | Godzilla e Kong: O Novo Império                         | 8 890 000           |                                            |       |
| 13 de abril     | Godzilla e Kong: O Novo Império                         | 4 740 000           |                                            |       |
| 20 de abril     | Guerra Civil                                            | 6 500 000           |                                            |       |
| 27 de abril     | Guerra Civil                                            | 4 920 000           |                                            |       |
| 5 de maio       | Garfield: Fora de Casa                                  | 11 470 000          |                                            |       |
| 12 de maio      | Planeta dos Macacos: O Reinado                          | 13 180 000          |                                            |       |
| 19 de maio      | Planeta dos Macacos: O Reinado                          | 10 740 000          |                                            |       |
| 26 de maio      | Furiosa: Uma Saga Mad Max                               | 7 350 000           |                                            |       |
| 2 de junho      | Planeta dos Macacos: O Reinado                          | 6 630 000           |                                            |       |
| 9 de junho      | Bad Boys - Até O Fim                                    | 9 260 000           |                                            |       |
| 16 de junho     | Bad Boys - Até O Fim                                    | 7 950 000           |                                            |       |
| 22 de junho     | Divertida Mente 2                                       | 96 620 000          | Segunda maior abertura da história.        | [ 1 ] |
| 30 de junho     | Divertida Mente 2                                       | 74 870 000          |                                            |       |
| 7 de julho      | Divertida Mente 2                                       | 48 530 000          |                                            |       |
| 14 de julho     | Divertida Mente 2                                       | 29 460 000          | Maior número de semanas na liderança.      |       |
| 21 de julho     | Divertida Mente 2                                       | 19 420 000          | Maior bilheteria e público da história.    | [ 2 ] |
| 28 de julho     | Deadpool & Wolverine                                    | 54 530 000          |                                            |       |
| 4 de agosto     | Deadpool & Wolverine                                    | 27 860 000          |                                            |       |
| 11 de agosto    | É Assim Que Acaba                                       | 18 180 000          |                                            |       |
| 18 de agosto    | É Assim Que Acaba                                       | 11 170 000          |                                            |       |
| 25 de agosto    | É Assim Que Acaba                                       | 5 935 000           |                                            |       |
| 1 de setembro   | É Assim Que Acaba                                       | 3 680 000           |                                            |       |
| 8 de setembro   | Os Fantasmas Ainda Se Divertem: Beetlejuice Beetlejuice | 6 910 000           |                                            |       |
| 15 de setembro  | Os Fantasmas Ainda Se Divertem: Beetlejuice Beetlejuice | 4 620 000           |                                            |       |
| 22 de setembro  | Jung Kook: I Am Still                                   | 3 280 000           |                                            |       |
| 29 de setembro  | A Forja: O Poder da Transformação                       | 2 780 000           |                                            |       |
| 6 de outubro    | Coringa: Delírio a Dois                                 | 23 380 000          |                                            |       |
| 13 de outubro   | Coringa: Delírio a Dois                                 | 7 650 000           | A Forja teve mais público.                 | [ 3 ] |
| 20 de outubro   | A Forja: O Poder da Transformação                       | 6 230 000           |                                            |       |
| 27 de outubro   | Venom: A Última Rodada                                  | 15 230 000          |                                            |       |
| 3 de novembro   | Venom: A Última Rodada                                  | 10 230 000          |                                            |       |
| 10 de novembro  | Ainda Estou Aqui                                        | 8 630 000           | Filme nacional.                            |       |
| 17 de novembro  | Gladiador II                                            | 17 360 000          |                                            |       |
| 24 de novembro  | Ainda Estou Aqui                                        | 8 900 000           | Filme nacional, terceira semana em cartaz. |       |
| 1 de dezembro   | Moana 2                                                 | 45 900 000          |                                            |       |
| 8 de dezembro   | Moana 2                                                 | 31 160 000          |                                            |       |
| 15 de dezembro  | Moana 2                                                 | 17 790 000          |                                            |       |
| 22 de dezembro  | Mufasa: O Rei Leão                                      | 20 870 000          |                                            |       |
| 29 de dezembro  | O Auto da Compadecida 2                                 | 23 600 000          | Filme nacional.                            |       |

## Arrecadação total
| #  | Filme                             | Estúdio             | Arrecadação(em R$) | Público Total | Ref. |
| -- | --------------------------------- | ------------------- | ------------------ | ------------- | ---- |
| 1  | Divertida Mente 2                 | Disney/Buena Vista  | 443.789.000        | 22.357.850    |      |
| 2  | Moana 2a                          | Disney/Buena Vista  | 177.353.562        | 9.020.000     |      |
| 3  | Deadpool & Wolverine              | Disney/20th Century | 156.920.000        | 7.360.000     |      |
| 4  | Meu Malvado Favorito 4            | Universal Pictures  | 151.710.000        | 7.814.460     |      |
| 5  | Mufasa: O Rei Leãob               | Disney/Buena Vista  | 125.414.354        | 6.413.420     |      |
| 6  | Ainda Estou Aqui c                | Sony Pictures       | 117.630.000        | 5.810.160     |      |
| 7  | O Auto da Compadecida 2d          | Globo Filmes        | 84.620.000         | 4.321.970     |      |
| 8  | Sonic 3: O Filmee                 | Paramount Pictures  | 84.150.000         | 4.460.000     |      |
| 9  | É Assim Que Acaba                 | Sony Pictures       | 58.598.260         | 2.940.816     |      |
| 10 | Planeta dos Macacos - O Reinado   | Disney/20th Century | 53.294.782         | 2.724.255     |      |
| 11 | Venom: A Última Rodada            | Sony Pictures       | 51.347.787         | 2.558.652     |      |
| 12 | A Forja: O Poder da Transformação | Paris Filmes        | 50.537.957         | 2.984.793     |      |
| 13 | Gladiador II                      | Paramount Pictures  | 48.920.000         | 2.100.366     |      |
| 14 | Coringa: Delírio a Dois           | Warner Bros.        | 43.780.700         | 2.088.124     |      |
| 15 | Godzilla e Kong: O Novo Império   | Warner Bros.        | 43.459.000         | 2.035.424     |      |
| 16 | Kung Fu Panda 4                   | Universal Pictures  | 42.603.000         | 2.117.797     |      |
| 17 | Todos Menos Você                  | Sony Pictures       | 39.341.125         | 2.138.666     |      |
| 18 | Duna: Parte 2                     | Warner Bros.        | 37.809.000         | 1.565.100     |      |
| 19 | Wish: o Poder dos Desejos         | Disney/Buena Vista  | 37.374.573         | 1.953.664     |      |
| 20 | Os Farofeiros 2                   | Globo Filmes        | 36.045.709         | 1.879.360     |      |

↑a  Em 31 de dezembro: 155.97 milhões, 7.83 milhões de espectadores.
↑b   Em 31 de dezembro: 47.46 milhões, 2.14 milhões de espectadores.
↑c   Em 31 de dezembro: 64.91 milhões, 3 milhões de espectadores.
↑d   Em 31 de dezembro: 23.6 milhões, 878,790 espectadores.
↑e   Em 31 de dezembro: 21.96 milhões, 886,380 espectadores.